# Fussball Club Erzgebirge Aue 2003-2004
Questa voce raccoglie le informazioni riguardanti il Fussball Club Erzgebirge Aue nelle competizioni ufficiali della stagione 2003-2004.

## Stagione
Nella stagione 2003-2004 l'Erzgebirge Aue, allenato da Gerd Schädlich, concluse il campionato di 2. Bundesliga all'8º posto. In Coppa di Germania l'Erzgebirge Aue fu eliminato al primo turno dal Greuther Fürth.

## Rosa
| N. |                      | Ruolo | Calciatore         |
| -- | -------------------- | ----- | ------------------ |
| 1  | Bulgaria (bandiera)  | P     | Russi Petkov       |
| 2  | Germania (bandiera)  | D     | Rene Krasselt      |
| 3  | Rep. Ceca (bandiera) | D     | Petr Grund         |
| 4  | Germania (bandiera)  | C     | Gregor Berger      |
| 5  | Germania (bandiera)  | C     | Matthias Heidrich  |
| 6  | Germania (bandiera)  | C     | Jörg Emmerich      |
| 7  | Germania (bandiera)  | C     | Marco Kurth        |
| 8  | Germania (bandiera)  | A     | Ronny Jank         |
| 9  | Rep. Ceca (bandiera) | A     | Rostislav Broum    |
| 10 | Georgia (bandiera)   | A     | Khvicha Shubitidze |
| 11 | Germania (bandiera)  | C     | Kay-Uwe Jendrossek |
| 13 | Germania (bandiera)  | C     | Michel Petrick     |
| 14 | Albania (bandiera)   | C     | Skerdilaid Curri   |
| 15 | Germania (bandiera)  | C     | Frank Berger       |

| N. |                               | Ruolo | Calciatore        |
| -- | ----------------------------- | ----- | ----------------- |
| 16 | Germania (bandiera)           | C     | Dino Toppmöller   |
| 17 | Germania (bandiera)           | D     | Thorsten Görke    |
| 18 | Bulgaria (bandiera)           | C     | Zvetomir Tchipev  |
| 19 | Germania (bandiera)           | D     | Rüdiger Rehm      |
| 20 | Germania (bandiera)           | A     | Mirko Ullmann     |
| 21 | Germania (bandiera)           | P     | Jörg Hahnel       |
| 23 | Germania (bandiera)           | D     | René Trehkopf     |
| 24 | Macedonia del Nord (bandiera) | D     | Nikolče Noveski   |
| 25 | Germania (bandiera)           | P     | Mirco Egert       |
| 28 | Germania (bandiera)           | C     | Maik Kunze        |
| 29 | Polonia (bandiera)            | A     | Andrzej Juskowiak |
| 30 | Turchia (bandiera)            | A     | Ersin Demir       |
| 31 | Polonia (bandiera)            | P     | Tomasz Bobel      |
| 33 | Germania (bandiera)           | C     | Mike Barten       |

## Organigramma societario
Area tecnica
- Allenatore: Gerd Schädlich
- Allenatore in seconda: Holger Erler
- Preparatore dei portieri:
- Preparatori atletici:

## Calciomercato

### Sessione estiva
| Acquisti | Acquisti         | Acquisti    | Acquisti |
| R.       | Nome             | da          | Modalità |
| -------- | ---------------- | ----------- | -------- |
| C        | Skerdilaid Curri | Plauen      |          |
| D        | Rene Krasselt    | Plauen      |          |
| C        | Maik Kunze       | Lubecca     |          |
| D        | Rüdiger Rehm     | Reutlingen  |          |
| C        | Zvetomir Tchipev | Chemnitz    |          |
| D        | René Trehkopf    | Dresdner SC |          |

| Cessioni | Cessioni       | Cessioni   | Cessioni |
| R.       | Nome           | da         | Modalità |
| -------- | -------------- | ---------- | -------- |
| C        | Manuel Benthin | Babelsberg |          |
| A        | Marcel Salomo  | Schönberg  |          |

### Sessione invernale
| Acquisti | Acquisti    | Acquisti | Acquisti |
| R.       | Nome        | da       | Modalità |
| -------- | ----------- | -------- | -------- |
| C        | Mike Barten | Weyhe    |          |
| A        | Ersin Demir | Augusta  |          |

| Cessioni | Cessioni     | Cessioni   | Cessioni |
| R.       | Nome         | da         | Modalità |
| -------- | ------------ | ---------- | -------- |
| C        | Tobias Preuß | Bayern Hof |          |

## Risultati

### 2. Bundesliga

#### Girone di andata
| Arbitro: | Trautmann |

|  |           |              |
|  | Marcatori | 4’ Hutwelker |

| Arbitro: | Wack |

|                  |           |                |
| Winkler 20’, 33’ | Marcatori | 50’ Shubitidze |

| Arbitro: | Albrecht |

|                             |           |             |
| Heidrich 32’ Shubitidze 40’ | Marcatori | 22’ Vidolov |

| Arbitro: | Späker |

|               |           |  |
| Krontiris 12’ | Marcatori |  |

| Arbitro: | Keßler |

|                                              |           |                             |
| Shubitidze 35’ Curri 73’ Emmerich 77’ (rig.) | Marcatori | 10’ Nikl 13’, 59’ Krzynówek |

| Arbitro: | Drees |

|  |           |                |
|  | Marcatori | 79’ Toppmöller |

| Arbitro: | Meyer |

|            |           |             |
| Berger 45’ | Marcatori | 39’ Simioni |

| Arbitro: | Pickel |

|           |           |  |
| Ipoua 90’ | Marcatori |  |

| Arbitro: | Stark |

|                             |           |  |
| Shubitidze 10’ Heidrich 59’ | Marcatori |  |

| Arbitro: | Schmidt |

|                               |           |  |
| Reisinger 56’ Örüm 83’ (rig.) | Marcatori |  |

| Arbitro: | Aust |

|                |           |            |
| Shubitidze 36’ | Marcatori | 51’ Kramny |

| Arbitro: | Koop |

|                     |           |           |
| Reghecampf 60’, 85’ | Marcatori | 31’ Curri |

| Arbitro: | Frank |

|          |           |                |
| Kauf 33’ | Marcatori | 38’ Toppmöller |

| Arbitro: | Trautmann |

|                |           |              |
| Shubitidze 39’ | Marcatori | 21’ Feinbier |

| Arbitro: | Weber |

|                            |           |                               |
| Spizak 3’ Gruev 33’ (rig.) | Marcatori | 25’ Heidrich 90’ (rig.) Grund |

| Aue-Bad Schlema 14 dicembre 2003, ore 15:00 CET 16ª giornata | Erzgebirge Aue | 0 – 0 referto | Lubecca | Erzgebirgsstadion (7 100 spett.)\| Arbitro: \| Pickel \| |
| Arbitro:                                                     | Pickel         |               |         |                                                          |

| Arbitro: | Scheppe |

|           |           |                    |
| Costa 29’ | Marcatori | 37’ Jank 70’ Kurth |

#### Girone di ritorno
| Arbitro: | Weiner |

|           |           |               |
| Keuler 8’ | Marcatori | 73’ Juskowiak |

| Arbitro: | Kircher |

|                       |           |             |
| Kurth 39’ Noveski 63’ | Marcatori | 33’ Winkler |

| Arbitro: | Sippel |

|                                   |           |  |
| Baumgart 35’ Bruns 80’ Bruško 88’ | Marcatori |  |

| Arbitro: | Frank |

|  |           |          |
|  | Marcatori | 27’ Fiél |

| Arbitro: | Scheppe |

|                      |           |  |
| Mintál 7’ Stehle 32’ | Marcatori |  |

| Arbitro: | Brych |

|             |           |  |
| Noveski 87’ | Marcatori |  |

| Arbitro: | Kircher |

|               |           |                                  |
| Radulović 25’ | Marcatori | 9’, 50’ Juskowiak 78’, 80’ Curri |

| Arbitro: | Rafati |

|                      |           |  |
| Tchipev 11’ Rehm 73’ | Marcatori |  |

| Arbitro: | Fleischer |

|                            |           |                                                     |
| Casey 21’, 73’ Ouakili 59’ | Marcatori | 5’, 13’ Juskowiak 11’ Heidrich 19’ Noveski 82’ Jank |

| Arbitro: | Kammerer |

|                                     |           |  |
| Heidrich 10’ Jank 52’ Juskowiak 66’ | Marcatori |  |

| Arbitro: | Steinborn |

|           |           |           |
| Silva 51’ | Marcatori | 55’ Curri |

| Arbitro: | Koop |

|          |           |  |
| Jank 67’ | Marcatori |  |

| Arbitro: | Schalk |

|                |           |            |
| Shubitidze 90’ | Marcatori | 29’ Boakye |

| Arbitro: | Kemmling |

|                                                         |           |                     |
| Feinbier 6’ Rösler 15’ (rig.), 75’ Ruman 44’ Eigler 88’ | Marcatori | 12’ (rig.) Emmerich |

| Arbitro: | Kammerer |

|                               |           |             |
| Shubitidze 54’ Toppmöller 79’ | Marcatori | 4’ Ahanfouf |

| Arbitro: | Sippel |

|                            |           |                             |
| Zandi 56’ (rig.) Würll 78’ | Marcatori | 33’ Emmerich 41’ Toppmöller |

| Arbitro: | Gagelmann |

|                              |           |                            |
| Juskowiak 19’, 58’ Kurth 27’ | Marcatori | 2’, 19’ Šukalo 39’ Grassow |

### Coppa di Germania
| Arbitro: | Weber |

|  |           |                                       |
|  | Marcatori | 19’ Feinbier 35’ Westermann 41’ Ruman |

## Statistiche

### Statistiche di squadra
| Competizione      | Punti | In casa | In casa | In casa | In casa | In casa | In casa | In trasferta | In trasferta | In trasferta | In trasferta | In trasferta | In trasferta | Totale | Totale | Totale | Totale | Totale | Totale | DR |
| Competizione      | Punti | G       | V       | N       | P       | Gf      | Gs      | G            | V            | N            | P            | Gf           | Gs           | G      | V      | N      | P      | Gf     | Gs     | DR |
| ----------------- | ----- | ------- | ------- | ------- | ------- | ------- | ------- | ------------ | ------------ | ------------ | ------------ | ------------ | ------------ | ------ | ------ | ------ | ------ | ------ | ------ | -- |
| 2. Bundesliga     | 48    | 17      | 8       | 7       | 2       | 25      | 15      | 17           | 4            | 5            | 8            | 22           | 30           | 34     | 12     | 12     | 10     | 47     | 45     | +2 |
| Coppa di Germania | -     | 1       | 0       | 0       | 1       | 0       | 3       | 0            | 0            | 0            | 0            | 0            | 0            | 1      | 0      | 0      | 1      | 0      | 3      | -3 |
| Totale            | 48    | 18      | 8       | 7       | 3       | 25      | 18      | 17           | 4            | 5            | 8            | 22           | 30           | 35     | 12     | 12     | 11     | 47     | 48     | -1 |

### Andamento in campionato
| Giornata  | 1  | 2  | 3  | 4  | 5  | 6  | 7  | 8  | 9  | 10 | 11 | 12 | 13 | 14 | 15 | 16 | 17 | 18 | 19 | 20 | 21 | 22 | 23 | 24 | 25 | 26 | 27 | 28 | 29 | 30 | 31 | 32 | 33 | 34 |
| --------- | -- | -- | -- | -- | -- | -- | -- | -- | -- | -- | -- | -- | -- | -- | -- | -- | -- | -- | -- | -- | -- | -- | -- | -- | -- | -- | -- | -- | -- | -- | -- | -- | -- | -- |
| Luogo     | C  | T  | C  | T  | C  | T  | C  | T  | C  | T  | C  | T  | T  | C  | T  | C  | T  | T  | C  | T  | C  | T  | C  | T  | C  | T  | C  | T  | C  | C  | T  | C  | T  | C  |
| Risultato | P  | P  | V  | P  | N  | V  | N  | P  | V  | P  | N  | P  | N  | N  | N  | N  | V  | N  | V  | P  | P  | P  | V  | V  | V  | V  | V  | N  | V  | N  | P  | V  | N  | N  |
| Posizione | 15 | 17 | 13 | 17 | 16 | 12 | 12 | 16 | 12 | 14 | 15 | 16 | 15 | 16 | 17 | 15 | 14 | 14 | 13 | 13 | 14 | 17 | 16 | 14 | 11 | 8  | 8  | 7  | 6  | 7  | 8  | 7  | 7  | 8  |

Legenda:

Luogo: C = Casa; T = Trasferta. Risultato: V = Vittoria; N = Pareggio; P = Sconfitta.

### Statistiche dei giocatori
| Giocatore     | 2. Bundesliga | 2. Bundesliga | 2. Bundesliga | 2. Bundesliga | Coppa di Germania | Coppa di Germania | Coppa di Germania | Coppa di Germania | Totale   | Totale | Totale      | Totale     |
| Giocatore     | Presenze      | Reti          | Ammonizioni   | Espulsioni    | Presenze          | Reti              | Ammonizioni       | Espulsioni        | Presenze | Reti   | Ammonizioni | Espulsioni |
| ------------- | ------------- | ------------- | ------------- | ------------- | ----------------- | ----------------- | ----------------- | ----------------- | -------- | ------ | ----------- | ---------- |
| M. Barten     | 4             | 0             | 1             | 0             | 0                 | 0                 | 0                 | 0                 | 4        | 0      | 1           | 0          |
| F. Berger     | 18            | 0             | 1             | 0             | 0                 | 0                 | 0                 | 0                 | 18       | 0      | 1           | 0          |
| G. Berger     | 21            | 1             | 7             | 0             | 1                 | 0                 | 0                 | 0                 | 22       | 1      | 7           | 0          |
| T. Bobel      | 0             | 0             | 0             | 0             | 0                 | 0                 | 0                 | 0                 | 0        | 0      | 0           | 0          |
| R. Broum      | 12            | 0             | 0             | 0             | 0                 | 0                 | 0                 | 0                 | 12       | 0      | 0           | 0          |
| S. Curri      | 34            | 5             | 4             | 0             | 1                 | 0                 | 0                 | 0                 | 35       | 5      | 4           | 0          |
| E. Demir      | 0             | 0             | 0             | 0             | 0                 | 0                 | 0                 | 0                 | 0        | 0      | 0           | 0          |
| M. Egert      | 0             | 0             | 0             | 0             | 0                 | 0                 | 0                 | 0                 | 0        | 0      | 0           | 0          |
| J. Emmerich   | 32            | 3             | 4             | 0             | 1                 | 0                 | 0                 | 0                 | 33       | 3      | 4           | 0          |
| P. Grund      | 8             | 1             | 0             | 0             | 1                 | 0                 | 0                 | 0                 | 9        | 1      | 0           | 0          |
| T. Görke      | 3             | 0             | 0             | 0             | 1                 | 0                 | 0                 | 0                 | 4        | 0      | 0           | 0          |
| J. Hahnel     | 22            | 0             | 0             | 0             | 0                 | 0                 | 0                 | 0                 | 22       | 0      | 0           | 0          |
| M. Heidrich   | 30            | 5             | 3             | 1             | 1                 | 0                 | 0                 | 0                 | 31       | 5      | 3           | 1          |
| R. Jank       | 30            | 4             | 3             | 0             | 1                 | 0                 | 0                 | 0                 | 31       | 4      | 3           | 0          |
| K. Jendrossek | 17            | 0             | 4             | 0             | 0                 | 0                 | 0                 | 0                 | 17       | 0      | 4           | 0          |
| A. Juskowiak  | 17            | 8             | 1             | 0             | 0                 | 0                 | 0                 | 0                 | 17       | 8      | 1           | 0          |
| R. Krasselt   | 17            | 0             | 3             | 1             | 1                 | 0                 | 0                 | 0                 | 18       | 0      | 3           | 1          |
| M. Kunze      | 8             | 0             | 2             | 0             | 1                 | 0                 | 0                 | 0                 | 9        | 0      | 2           | 0          |
| M. Kurth      | 31            | 3             | 2             | 0             | 0                 | 0                 | 0                 | 0                 | 31       | 3      | 2           | 0          |
| N. Noveski    | 32            | 3             | 4             | 0             | 1                 | 0                 | 0                 | 0                 | 33       | 3      | 4           | 0          |
| R. Petkov     | 12            | 0             | 2             | 0             | 1                 | 0                 | 0                 | 0                 | 13       | 0      | 2           | 0          |
| M. Petrick    | 0             | 0             | 0             | 0             | 0                 | 0                 | 0                 | 0                 | 0        | 0      | 0           | 0          |
| R. Rehm       | 27            | 1             | 7             | 0             | 1                 | 0                 | 0                 | 0                 | 28       | 1      | 7           | 0          |
| K. Shubitidze | 28            | 8             | 3             | 1             | 1                 | 0                 | 0                 | 0                 | 29       | 8      | 3           | 1          |
| Z. Tchipev    | 22            | 1             | 3             | 1             | 0                 | 0                 | 0                 | 0                 | 22       | 1      | 3           | 1          |
| D. Toppmöller | 27            | 4             | 6             | 1             | 0                 | 0                 | 0                 | 0                 | 27       | 4      | 6           | 1          |
| R. Trehkopf   | 14            | 0             | 2             | 1             | 0                 | 0                 | 0                 | 0                 | 14       | 0      | 2           | 1          |
| M. Ullmann    | 2             | 0             | 0             | 0             | 1                 | 0                 | 0                 | 0                 | 3        | 0      | 0           | 0          |